# Abudefduf
Abudefduf es un género de damiselas de la familia Pomacentridae.
El nombre proviene de los términos árabes abu y def, que significan «padre» y «lateral» respectivamente, junto al sufijo enfático en plural -duf. El significado literal sería «padre con prominentes lados».
Las especies de Abudefduf se alimentan de plancton, huevos de otras especies y en general predando en los arrecifes de las áreas tropicales y subtropicales del océano Atlántico e Indo-Pacífico. Son los representantes de mayor tamaño de los peces damisela, con longitudes de 13 a 30 cm. Habitualmente tienen una coloración plateada, azulada, blanca o gris clara, con franjas verticales oscuras de anchura y número variables.